# Ölgii
Ölgii (mongolisch Өлгий, kasachisch Өлгей) ist die Hauptstadt des Bajan-Ölgii-Aimag im äußersten Westen der Mongolei. Es liegt auf einer Höhe von 1710 m.

## Verkehr
Der Flughafen von Ölgii (ZMUL/ULG) bietet regelmäßige Flüge von und nach Ulaanbaatar und unregelmäßige Flüge nach Almaty in Kasachstan.